# Aline Chamereau
Aline Chamereau (Villeurbanne, 6 de marzo de 1996) es una jugadora de voleibol de playa francesa.

## Carrera
Comenzó su carrera en el voleibol junto a jugadores experimentados de la selección francesa. En voleibol de playa formó pareja en la temporada 2013-14 con Héléna Cazaute, capitana de la selección francesa, siendo subcampeón nacional en 2013, disputó el Campeonato de Europa U18 de 2013 en Maladziechna y finalizó en noveno lugar.  En 2015, estuvo con Virginie Sarpaux, Zoé Cazalet y también con Ophéle Lusson estuvo en el circuito mundial, terminando en el vigésimo quinto lugar en el Open de Sochi y en el decimoséptimo lugar en el Campeonato U22 de 2015 en Macedo de Cavaleiros.  En 2016 estuvieron juntas terminando en el trigésimo tercer lugar en los Opens de Antalya, Xiamen, Fuzhou, Sochi y Cincinnati, así como en el Grand Slam de Long Beach, en este evento ella estuvo junto a Alexandra Jupiter. Terminó decimotercero en el Campeonato de Europa de 2016 en Jūrmala.  En la temporada 2017 estuvo con Lézana Placette y consiguieron la medalla de bronce en el torneo de las tres estrellas de Agadir, además del decimoséptimo puesto en el Campeonato de Europa de 2017 en Alanya y compitieron en el Campeonato de Europa Sub-22 de 2017 en Baden, terminó en noveno lugar y terminó tercera en el campeonato nacional. Comenzó 2018, con Lézana Placette, ocupando el noveno lugar en el torneo de una estrella de Aalsmeer, estuvo con Alexandra Jupiter y Ophéle Lusson, con este último terminaron en quinto lugar en el torneo de una estrella de Alanya, y con Alexandra Jupiter terminó en decimoséptimo puesto en el Campeonato de Europa de 2018 en La Haya.  Renueva su colaboración con Alexandra Jupiter para 2019 en el circuito mundial, luego se convirtieron en medallistas de oro en los Juegos Mediterráneos de Playa en Patras, lograron la novena posición en el Campeonato de Europa de 2019 celebrado en Moscú y permanecieron juntos durante el año 2020, lograron tercer puesto en el circuito nacional y noveno en el Campeonato de Europa en Jūrmala.

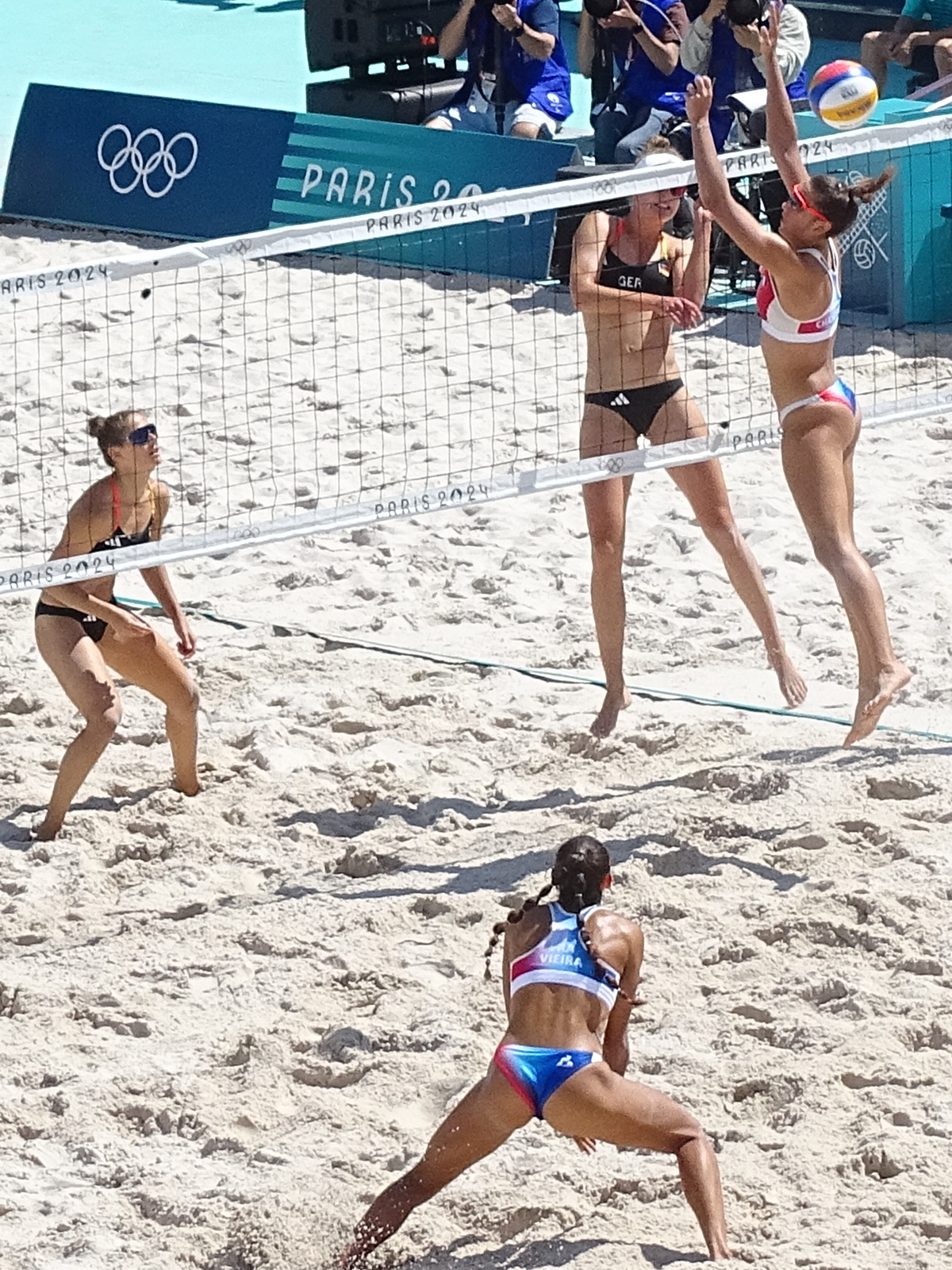
Chamereau (saltando) junto a Clémence Vieira (en la parte inferior) jugando contra Svenja Müller y Cinja Tillmann durante los Juegos Olímpicos de París 2024.

En 2021, jugó con Anne-Laure Margirier y Clémence Vieira, ganando la etapa nacional en Anglet, y ganando también la etapa de Utrecht en el circuito alemán. Con Clémence Vieira logró el noveno lugar en el torneo de dos estrellas de Brno, el cuarto lugar en el torneo de una estrella de Nimega y el decimoséptimo lugar en el torneo de cuatro estrellas de Itapema. En 2022, de vuelta con el dúo de Clémence Vieira, ganaron el título de la etapa de Locarno en el circuito suizo, luego terminaron en la vigésimo quinta posición en los Challenges de Itapema y Doha, en la decimonovena posición en el Challenge de Kuşadası y en la primera. En el evento Challenge de Dubái, también lograron el vigésimo primer lugar en el Elite 16 de París, y en el Campeonato de Europa de 2022 celebrado en Múnich terminaron en el vigésimo quinto lugar.
En la temporada 2023, formando dupla con Clémence Vieira, logró su primer podio en el circuito mundial, en el Future con sede en Lille, además de medallas de bronce en los Futures celebrados en Brno y Varsovia. En 2024, la pareja logró la novena posición en el Challenge de Recife, Saquarema, Xiamen y Stare Jabłonki, junto con otros resultados, ganaron un lugar para los Juegos Olímpicos de París 2024.